# 다나카 가쿠에이
あ다나카 가쿠에이(일본어: 田中 角栄, 1918년 5월 4일 ~ 1993년 12월 16일)는 16번 중의원 의원에 뽑히고, 64·65번째 내각총리대신을 지낸 일본의 정치인이다. 니가타현에서 태어나 총리 재임중이던 1972년에 일본과 중화인민공화국의 국교를 수립하는데 결정적 역할을 했다. 총리 사임 후 록히드 사건으로 복역했다. 장녀인 다나카 마키코는 자유민주당 소속 중의원 의원이다.

## 생애

### 정치 입문 전 (1918년~1945년)
- 1918년 5월 4일 - 니가타현 가리와군 후타다 촌(지금의 가시와자키 시)에서 태어남.
- 1933년 - 후타다진조고등소학교(현재의 초등학교) 졸업.
- 1934년 3월 - 상경하여 더부살이로 일하면서 도쿄 지요다구의 주오 공학교 토목과에 입학.
- 1936년 3월 - 주오 공학교를 졸업하고 건축기사로 활동을 시작.
- 1939년 4월 - 군으로 소집되어 만주국에서 병역을 시작.
- 1941년 2월 - 중병을 앓아 일본으로 귀국.
- 1941년 10월 - 병을 치유하고 제대. 도쿄의 이다바시에 ‘다나카 건축사무소’를 개설.
- 1943년 12월 - 다나카 토건공업을 설립. 이화학연구소의 산업부문 등을 맡으면서 급성장.
- 1944년 1월 14일 - 장녀 다나카 마키코 출생(1942년에 장남 마사노리가 태어났지만, 1947년 9월에 사망했다).
- 1945년 8월 - 제2차 세계 대전이 일어난 후 이화학연구소 공업부문 이전의 일로 있던 대전에서 귀국.

### 정치 입문과 수상 취임 (1946년~1972년7월 6일)
- 1946년 4월 - 정치 자금을 제공한 오아사 다다오의 권유로 제22회 중의원 총선거에 진보당의 공천을 받아 출마하지만 낙선.
- 1947년 4월 - 23회 총선거에 니가타의 3선거구에서 민주당의 공천을 받아 출마해 당선.
- 1948년 10월 - 제2차 요시다 내각의 법무정무차관으로 취임.
- 1948년 12월 - 탄광의 국가 관리 의혹으로 체포, 이후 중의원이 해산되자 옥중에서 출마.
- 1950년 4월 - 건축사법 법안을 제출하여 성립함, 1급 건축사 등록 제1호 건축사가 됨.
- 1951년 6월 - 탄광국가관리사건에서 무죄가 확정.
- 1953년 4월 - 모교인 주오 공학교의 교장으로 취임(1972년에 퇴임).
- 1955년 11월 - 자유민주당 창당에 참여.
- 1957년 7월 - 제1차 기시 개조 내각에 우정성 장관으로 취임, 30대로는 처음.
- 1963년 7월 - 제2차 이케다 개조 내각의 대장성 장관으로 취임하여 제1차 사토 내각까지 유임.
- 1965년 6월 - 대장성 장관직을 사퇴하고, 자유민주당 간사장에 취임.
- 1966년 12월 - 자민당 간사장직을 사퇴.
- 1968년 5월 - 자민당 도시정책조사회장으로 ‘도시정책 대강’을 발표.
- 1968년 11월 - 자민당 간사장으로 복귀.
- 1969년 4월 - 장녀 마키코가 스즈키 나오토 전 중의원 의원의 삼남, 스즈키 나오키와 결혼. 나오키는 데릴사위로, 성씨를 다나카로 바꾸고 다나카가에 입적.
- 1971년 7월 - 제3차 사토 개조내각의 통상산업성 장관으로 취임.
- 1972년 5월 - 사토 에이사쿠의 파벌에서 다나카파가 분리됨.
- 1972년 6월 - 저서 《일본열도 개조론》을 발표.
- 1972년 7월 5일 - 자민당 총재선거에서 사토 에이사쿠가 지지하던 후쿠다 다케오를 물리치고 당선. 다음날 제1차 다나카 내각이 성립.

### 총리 시절 (1972년7월 7일~1974년12월 9일)
- 1972년 9월 29일 - 오히라 마사요시 외무성 장관 등과 함께 중화인민공화국을 방문하여 베이징에서 저우언라이와 마오쩌둥과 회담을 가진 후 중·일간의 국교를 수립하는 공동 성명을 발표, 같은 날 타이베이 정부는 대일 국교 단절을 선언.
- 1972년 12월 22일 - 제2차 다나카 내각이 발족. 제33회 총선거에서 자민당의 의석이 감소함에 따라, 거당일치체제를 도모.
- 1973년 8월 8일 - 김대중 납치사건 발생.
- 1973년 - 지가와 물가의 급상승이 사회 문제가 되었다.
  - 10월 16일 - 제4차 중동전쟁으로 인하여 제1차 오일쇼크가 발생.
  - 11월 - 제1차 다나카 개조 내각으로 후쿠다 다케오가 대장성 장관으로 취임하고, 수요의 억제와 에너지 절약을 기본으로 하는 정책으로 노선을 전환.
- 1974년 7월 - 자민당이 참의원 선거에서 대패해 여당과 야당의 차이가 단 2석이 됨, 미키 다케오와 후쿠다 다케오 등이 내각을 떠남.
- 1974년 11월 - 잡지 분게이슌슈의 특별호에서 다치바나 다카시가 쓴 〈다나카 가쿠에이 연구─그 금맥과 인맥〉과 고다마 다카시야의 〈외로운 에쓰잔카이의 여왕〉의 두 기사를 게재해 다나카 사퇴의 원인을 제공.
- 1974년 12월 9일 - 국회 등이 자금의 출처를 추궁하면서 내각이 총사직.

### 총리 퇴임 후 (1974년12월 10일~1993년12월 16일)
- 1976년 - 미국 상원의 외교위원회에서 록히드사가 국제적으로 항공기 판매시 뇌물을 헌납했다는 의혹이 부상.
  - 7월 27일 - 록히드 사건으로 5억 엔의 뇌물을 수수한 혐의와 외환·외국무역관리법위반 혐의로 비서였던 에노모토 도시오 등과 함께 체포되었으며, 일본 의회민주주의 역사에서 처음으로 현직 총리가 뇌물수수죄로 구속되는 일이 일어남.[2] 이때 자민당을 탈당, 다음달에 보석으로 석방됨. 유가증권으로써 뇌물을 록히드 사가 다나카 가쿠에이 수상에게 바친 범죄이다.[3]
- 1976년 12월 - 제34회 중의원 선거에서 당선.
- 1979년 10월 - 제35회 중의원 선거에서 당선되었지만, 자민당은 대패해 당이 분열 위기에 처함. 유권자들이 선거로써 자민당 소속 총리의 비리를 심판한 것.
- 1980년 6월 - 제36회 중의원 선거에서 당선, 오히라 마사요시 총리의 급서에 영향을 받아 급변한 정치 분위기에 자민당도 압승을 거둠.
- 1982년 11월 - 차기 총리로 나카소네 야스히로의 취임과 동시에 제1차 나카소네 내각 발족. 다나카 가쿠에이의 전면적인 지지를 받아 “다나카소네 내각(일본어: 田中曽根内閣)”이라고 불림.
- 1983년 10월 - 도쿄 지방재판소에서 열린 록히드 사건 1심 재판에서 징역 4년, 추징금 5억엔을 선고받음. 일본 사법부가 다나카 가쿠에이 전 총리가 뇌물죄를 지었다고 인정(유죄)하여 징역형과 재산형으로써 처벌한 것이다. 피고 다나카 가쿠에이는 당일 항소함.
- 1983년 12월 - 제37회 중의원 선거에서 압도적인 지지로 당선. 다나카 비판을 주창하며 입후보한 전 참의원의원 노사카 아키유키는 낙선하고, 사위 다나카 나오키도 후쿠시마현에서 첫 당선. 자민당이 대패하자 나카소네 야스히로 총리는 “소위 다나카씨의 정치적 영향을 모두 배제한다”는 성명을 발표.
- 1984년 10월 - 자민당 총재 선거, 다나카파(목요 클럽) 회장의 니카이도 스스무 부총재를 옹립하는 구상이 일어나 다나카 가쿠에이는 나카소네 재선을 지지, 이후 12월에 다나카파 내의 중견·젊은이에 의해 다케시타 노보루를 중심으로 한 「창정회(일본어: 創政会 소세이카이[*])」의 설립 준비가 진행됨.
- 1985년 2월 27일 - 뇌경색으로 쓰러져 입원, 언어장애나 행동장애가 남아 정치활동은 불가능해짐.
  - 6월 - 다나카 가쿠에이의 사무소가 폐쇄됨.
- 1985년 9월 - 록히드 사건 항소심이 열렸지만, 건강이 나빠진 피고가 재판에 결석함.
- 1986년 7월 - 제38회 총선거에서 당선. 선거운동에도 나서지 못하고 그의 지지자만 활동하였으며 자민당 또한 압승했음.
- 1987년 7월 - 다케시타 노보루의 파벌에 다나카 파의 대부분이 참가하는 등 다나카 파가 분열됨. 같은 달 도쿄 고등재판소에서 열린 록히드 사건 항소심 재판에서 항소를 기각하자, 다시 상고함.
- 1987년 10월 - 다케시타 노보루가 다나카의 집을 방문했으나, 딸 마키코에게 문전에서 거부됨.
- 1987년 11월 - 다케시타 내각이 발족.
- 1989년 10월 - 다나카 나오키가 차기 총선거에서의 다나카 가쿠에이의 불출마를 발표.
- 1990년 1월 24일 - 중의원 해산과 함께 정계를 은퇴. 16선 의원으로 43년간 재직하였으며, 후원회였던 에쓰잔카이도 해산.
- 1992년 8월 - 중화인민공화국 방문, 중국 정부의 초청으로 1972년 이후 20년 만에 방문하여 딸인 마키코와 함께 동행.
- 1993년 7월 - 제40회 총선거에 장녀 다나카 마키코가 다나카 가쿠에이의 선거구였던 니가타 3구에서 무소속으로 출마해 처음으로 당선됨. 이후 자민당에 입당. 그러나 자민당은 선거 과반수를 획득하지 못해 참패하여 38년 만에 자민당 정권이 무너짐. 비자민당 출신의 호소카와 모리히로에 의한 비자민 8당 연립 내각이 성립됨.
- 1993년 12월 16일 - 향년 75세로 사망. 니가타현 가시와자키시에 있는 자택에 묻힘, 록히드 사건은 상고심 심리 중 피고가 사망하였으므로 기각됨.

### 사후
- 1995년 2월 - 최고재판소는 에노모토 도시오의 록히드 사건 상고심 판결에서 다나카 가쿠에이가 5억엔을 록히드사로부터 받은 뇌물죄를 인정하여 뇌물죄 유죄를 확정함.
- 1998년 4월 - 《다나카 가쿠에이 기념관》이 니가타현 가시와자키시에 개관.
- 2000년 - 아사히 신문이 ‘지난 1000년의 일본의 정치리더 독자인기투표’에서 사카모토 료마, 도쿠가와 이에야스, 오다 노부나가에 이어 4위로 뽑힘.

## 공적과 과실에 대한 평가

### 사회 기반의 정비
- 중의원의원으로 있으면서 100개가 넘는 의원 입법에 참여했다. 그 중에는 자신이 주도하여 전면개정을 실현한 도로법이나 도로·항만·공항등의 정비를 위해 제정된 특별회계법 등은 일본의 사회 기반 정비에 큰 영향을 남겼다. 행정 공무원을 능가하는 방대한 지식과 실행력이 돋보였기 때문에 ‘컴퓨터를 단 불도저’라는 별명을 얻기도 했다. 특히 그에 관계된 건설성이나 운수성 등에는 절대적인 영향력을 가졌다. 또한 자신이 장관으로 있었던 통상산업성이나 우정성 등에도 큰 영향력을 발휘해 정치가에 의한 행정 공무원 컨트롤의 상징적인 사례가 되었다.
- 자신의 선거구였던 니가타현의 사회 기반 정비에도 충실해, ‘설국(雪國)과 도시의 격차 해소’, ‘국토의 균형있는 발전’등을 주창하며 간에쓰 자동차나 조에쓰 신칸센 등의 대규모 사업에서부터 나가오카시나 오지야시 등의 제설장치 설치, 산간지역의 터널 정비와 같은 생활밀착형 사업까지 다양한 공공사업의 유치에 성공했다. 조에쓰 신칸센의 우라사 역(미나미우오노마 시) 동쪽 출구에는 지금도 다나카의 동상이 건립되어 있다.

### 월산회와 자금 조달

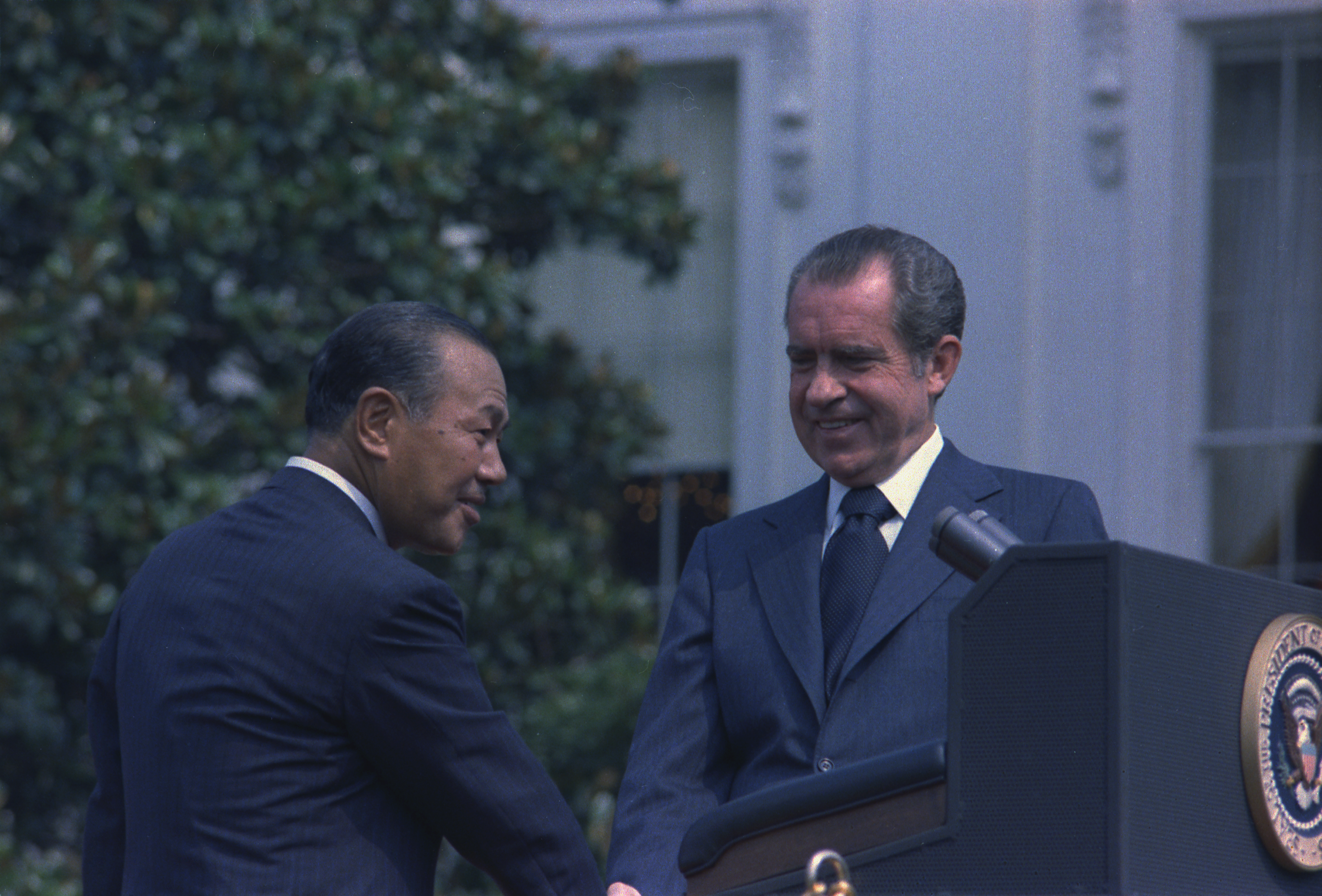
백악관에서 닉슨 대통령과 회담을 가진 뒤 악수를 나누는 다나카.

- 니가타현에 존재했던 정치단체 에쓰잔카이(越山會)는 일본 정계에서 가장 강력했던 후원회로, 전성기에는 회원수가 9만 5천여 명을 헤아렸다. 1990년에 다나카 가쿠에이가 정계를 은퇴했을 때 해산했다. 월산회는 건설업자에 의한 공공사업의 수주와 선거 때의 표심을 거래하는 교환거래의 창구가 되어 지역사회를 지배했다. 이는 지역 주민의 생활 향상에 공헌한 유용한 조직이 된 반면, 자민당 정치의 전형을 보여주는 사례가 되었으며, 공공사업에 과도하게 의존하는 왜곡된 산업구조를 남기기도 했다.
- 다나카 가쿠에이가 총리직에서 사퇴하는 데 가장 큰 영향을 끼친 분게이슌주의 논문제목인 《외로운 에쓰잔카이의 여왕》에서 ‘에쓰잔카이의 여왕’은 다나카 가쿠에이의 비서였던 사토 아키라의 별칭이다. 그녀는 또한 에쓰잔카이의 통괄 책임 등으로 활동하면서 ‘에쓰잔카이의 금고담당’이나 ‘에쓰잔카이의 여왕’등으로 불리며 활약했지만, 다나카 가쿠에이가 뇌경색으로 쓰러지면서 해고되었다.

### 정치
- 고등소학교(초등학교) 졸업이라는 학력으로 니가타에서 상경해 실업계 및 정치계에서 성공을 거둔 경력때문에 태합으로 불리던 도요토미 히데요시와 비슷하다는 의미에서, “지금 태합”이나 “서민재상”으로 불리며 취임 당시에는 지지율이 70% 전후를 기록했다. 하지만 다나카가 주창한 일본열도 개조론 등이 지가의 폭등이나 인플레이션을 부르면서 지지율은 급속히 감소했다.
- 록히드 사건으로 체포되었을 때 자민당을 탈당했지만, 당내에서 가장 큰 파벌의 실질적인 지배자로 군림하면서 절대적인 영향력을 가졌다. 특히 오히라 마사요시·스즈키 젠코·나카소네 야스히로가 총리로 취임하는 데에는 다나카가 큰 영향을 끼쳤고, 언론에서는 이를 두고 그림자 쇼군(闇將軍)이라고 불렀다. 결국 그 거대한 영향력은 자신은 선거구에서 압승한 반면에, 당은 참패하는 이율배반적인 결과를 가져왔다. 참고로 그의 록히드 사건이 지네딘 지단이 경기 도중 박치기를 한 사건처럼 비디오게임으로 재현되었다. 록히드 사건을 비디오 게임으로 만든 것이 그 유명한 게임 회사인 세가사의 《아임 쏘리》였다.
- 재임중이던 1974년에 소선거구제와 비례대표제를 함께 사용하는 선거제도의 도입을 제창했지만, 야당과 여론의 맹반발을 받고 철회했다. 일반적으로 이 선거제도 개혁을 게리맨더링과 유사하다는 의미에서 가쿠맨더링이라고 부르고 있다.
- 자신이 총리에서 물러난 뒤에는 자신의 파벌에서 자민당의 총재선거에 출마하는 것을 허락하지 않고, 정권제조자로 군림하는 스타일을 유지하려고 했다. 이는 결국 총리의 권위를 실추시켜 정치권력구조의 불투명을 가져왔다. 이로 인해 축적된 불만은 최종적으로는 다케시타 노보루가 다나카파에서 이탈하면서 파벌이 붕괴하는 계기로 작용했다.
- 자신의 선거구에서도 후계자를 정하지는 않고, 자신이 계속 군림하였기 때문에 비판을 받았다. 1990년에 은퇴할 때에는 월산회를 해산해 각자가 의향대로 투표하게 되었지만, 1993년의 중의원 선거에서는 해산된 월산회 회원의 대부분이 다나카 마키코를 지지했다.

### 외교
- 다나카의 정치적 스승이라고 할 수 있는 사토 에이사쿠는 오히려 타이완의 중화민국 정부를 중시하고 있어, 다나카 자신은 친중파로 알려지지는 않았다. 그러나 1972년에 리처드 닉슨 미국 대통령이 중화인민공화국을 방문한 것이나 미키 다케오가 총재선거에서 다나카를 지지하는 조건으로 중·일간의 수교방침을 내건 것 등으로 인해 중·일간의 국교 수립을 시급하게 추진했다. 이것은 지금까지도 다나카의 가장 큰 공적이라고 평가되고 있지만, 이때 중화민국과 외교관계를 단절하게 된 것은 아직도 비판받고 있다.[출처 필요]
- 재임중에 제1차 오일쇼크가 발생하자 중동정책을 이스라엘 지지에서 아랍측 지지로 전환하고, 중동 이외의 지역에서 에너지를 직접 확보하려는 노력을 기울였다. 다나카의 지지자 일부는 이로 인해 미국의 석유 자본의 침체를 불러, 록히드 사건에 의한 사실상의 실각으로 연결되었다는 음모론을 주장하기도 한다.
- 김대중 납치 사건에서 당시의 박정희 정권을 지지한다는 입장으로 인해, 주권침해와 한국측의 일방적인 정치적 결론을 수락한 것에 대해 비판받았다. 이때 적절한 대처를 취했다면 북한에 의한 일본인 납치는 일어나지 않았을 것이라는 예상도 있다.

## 관련 인물
- 요시다 시게루
- 이케다 하야토
- 사토 에이사쿠
- 후쿠다 다케오
- 시나 에쓰사부로
- 오히라 마사요시
- 오사노 겐지
- 사토 아키코
- 하야사카 시게조
- 니카이도 스스무

- 다케시타 노보루
- 오자와 이치로
- 이시바 지로
- 가와시마 쇼지로
- 호리 시게루
- 하시모토 도미사부로
- 아이치 기이치
- 마쓰노 라이조
- 에자키 마스미
- 기무라 다케오

- 야마시타 간리
- 고사카 도쿠사부로
- 오노 이치로
- 시라스 지로
- 제럴드 포드
- 헨리 키신저

## 같이 보기
- 제1차 다나카 가쿠에이 내각
- 제2차 다나카 가쿠에이 내각
- 제2차 다나카 가쿠에이 내각 제1차 개조내각
- 제2차 다나카 가쿠에이 내각 제2차 개조내각
- 중일기자교환협정
- 록히드 사건
- 아임 쏘리
- 각복전쟁